# 1020

1020(천이십)은 1019보다 크고 1021보다 작은 자연수다.

## 수학
- 합성수로, 그 약수는 총 24개다. (1, 2, 3, 4, 5, 6, 10, 12, 15, 17, 20, 30, 34, 51, 60, 68, 85, 102, 170, 204, 255, 340, 510, 1020)
  - 1020의 진약수의 합은 2004이므로, 1020은 과잉수다.
- {\displaystyle 1020=157+163+167+173+179+181}
  - 연속하는 소수(素數) 6개의 합으로 나타낼 수 있으며, 이 성질을 지닌 앞의 수는 990, 다음 수는 1054다.
- {\displaystyle 1020=10^{2}+12^{2}+14^{2}+16^{2}+18^{2}}
  - 연속하는 짝수 5개의 제곱합으로 나타낼 수 있으며, 이 성질을 지닌 앞의 수는 760, 다음 수는 1320이다.
- {\displaystyle 13^{4}-1}은 1020으로 나누어떨어진다.
- 정1020각형은 작도할 수 있다.

## 과학·기술
- NGC 1020(독일어판, 프랑스어판): 고래자리 방향에 있는 렌즈형은하.
- 1020 아르카디아(영어판): 소행성.
- 노키아 1020(영어판): 2013년에 출시된 노키아의 스마트폰.
- 아타리 1020(영어판): 아타리의 8비트 제품군에 대응되는 4색 컴퓨터 플로터.

## 교통
- 1020번 지방도: 경상남도 창원시 성산구에서 김해시 외동까지 이어지는 대한민국의 지방도.

## 군사
- U-1020(영어판): 제2차 세계 대전에 사용된 나치 독일의 군용 잠수함.

## 문화유산
- 대한민국의 보물 제1020호: 김광려 삼남매 화회문기

## 기타
- 날짜: 10월 20일
- 연도: 1020년, 기원전 1020년
- 1020년대
- 10대와 20대를 아울러 이르는 말.

## 같이 보기
- 1000